# Integrated Digital Enhanced Network
Integrated Digital Enhanced Network (iDEN) ist eine von Motorola entwickelte, proprietäre Technologie, um ein TDMA Mobilfunknetz um zusätzliche Dienste, wie zum Beispiel Push-to-Talk over Cellular (PoC) oder SMS erweitern zu können.
Es wird in den USA und Mittel- und Südamerika vom Mobilfunkbetreiber NEXTEL eingesetzt sowie in den nachstehenden Ländern.

## Länder mit iDEN-Netz
| Firma                | Land               | Push To Talk Dienst    |
| -------------------- | ------------------ | ---------------------- |
| Airtel Wireless Ltd. | Kanada             |                        |
| Airpeak              | Vereinigte Staaten | Talk Direct            |
| Avantel              | Kolumbien          | Comunicación Inmediata |
| STC                  | Saudi-Arabien      | Push To Talk (PTT)     |
| Fleetcom Inc.        | Kanada             | Push To Talk (PTT)     |
| GRID Communications  | Singapur           | Push To Talk (PTT)     |
| Iconnect             | Hongkong           | Push To Talk (PTT)     |
| Iconnect             | Guam               | Push To Talk (PTT)     |
| Intelfon             | El Salvador        | RED                    |
| Intelfon             | Guatemala          | RED                    |
| Hot Mobile (Mirs)    | Israel             |                        |
| KT Powertel          | Südkorea           |                        |
| Spacedata            | Vereinigte Staaten |                        |